# Reagenzglas

Verschiedene Arten von Reagenzgläsern: (A) Standardform, (B) Zentrifugenröhrchen und (C) graduierte Form.

Reagenzglas mit Reagenzglashalter

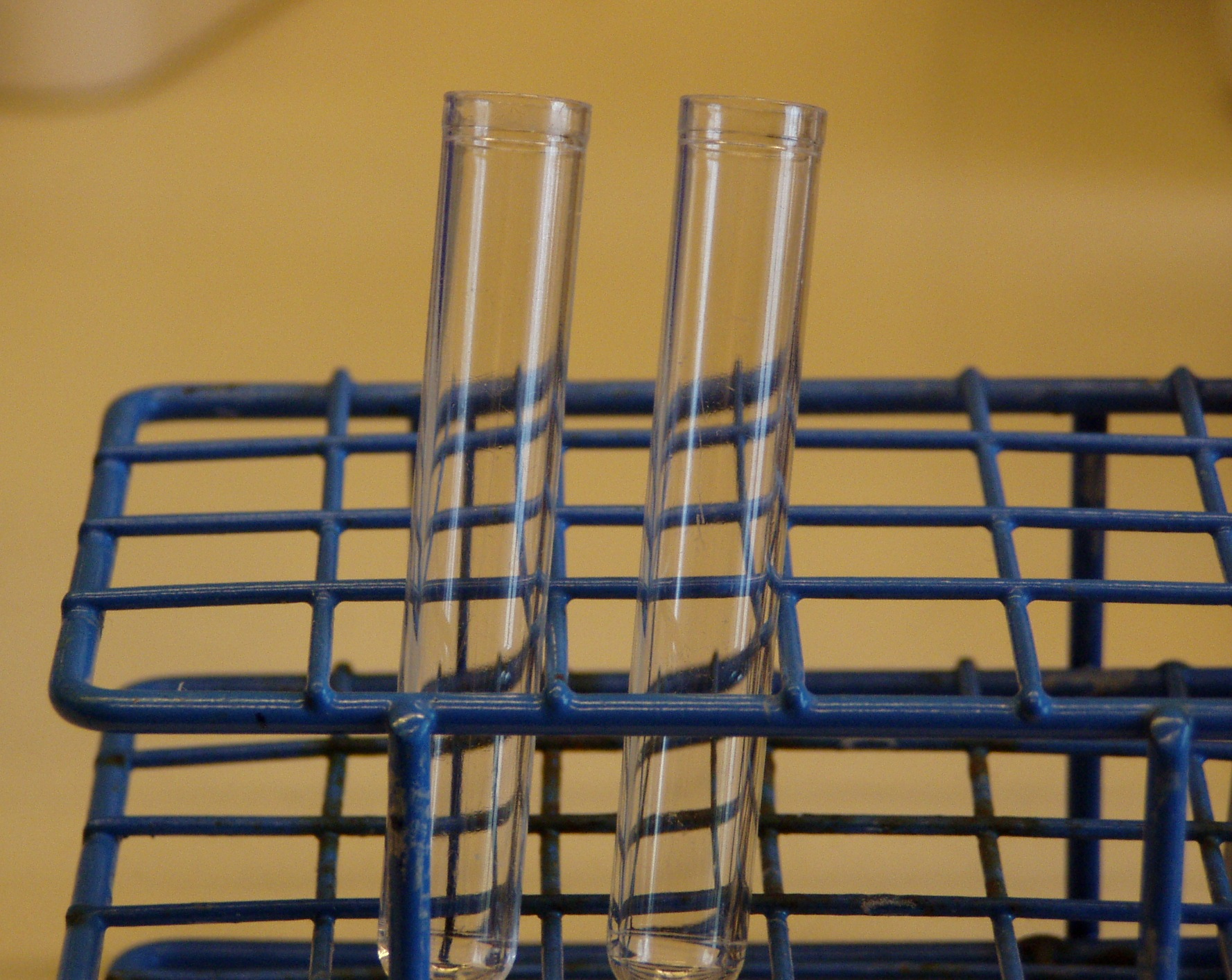
Reagenzgläser in einem Ständer aus beschichtetem Draht.

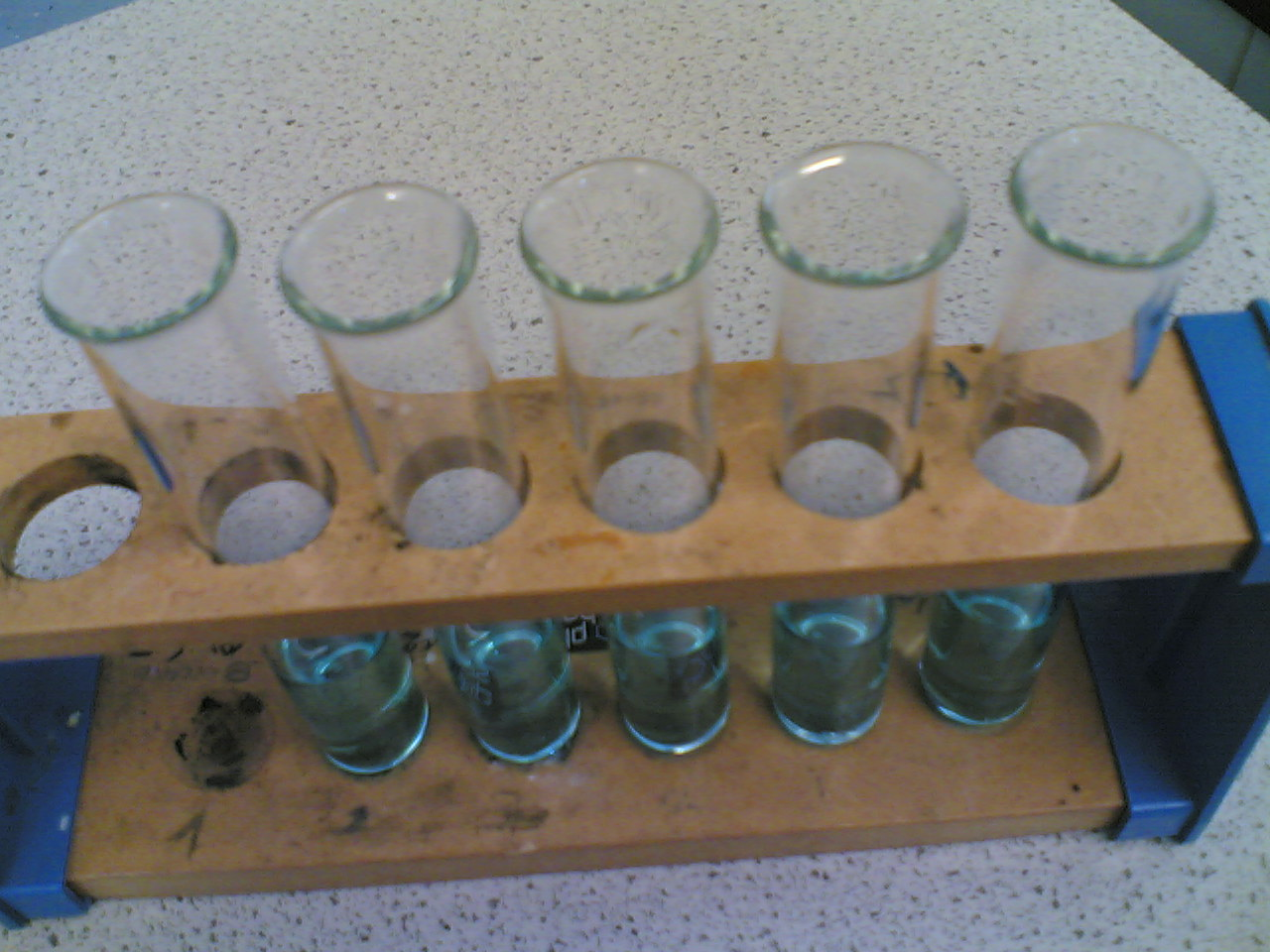
Reagenzgläser in einem Reagenzglasständer aus Holz.

Ein Reagenzglas, auch Laborglas, Probierglas oder Eprouvette (zu frz.: éprouver = prüfen) genannt, ist ein kleiner, einseitig offener Glasbehälter.

## Beschreibung
Reagenzgläser werden in Laboratorien für chemische Reaktionen, Untersuchungen, zur Aufbewahrung von kleinen Flüssigkeitsmengen und vielem Weiteren verwendet. Sie werden in verschiedensten Größen hergestellt (ca. 2 bis 20 cm Länge, Durchmesser zwischen 0,6 und 3 cm). Eine Standardgröße in chemischen Laboren ist 16 cm lang bei einem Durchmesser von 16 mm. Bei Bedarf können sie mit Kunststofffolien, Aluminium-Verschlusskappen, Kork-, Gummi- oder Kunststoffstopfen (umgangssprachlich auch Stöpsel genannt) verschlossen werden. Im Handel gibt es auch Reagenzgläser mit Normschliffen, die mit Schliffstopfen aus Glas oder Kunststoff verschlossen werden können. Einige sind mit einer Volumenskala in Millilitern bedruckt. Reagenzgläser sind auch in verschiedenen Formen erhältlich, beispielsweise mit rundem, konischem oder geradem Boden, mit Bördel- oder geradem Rand.
Gläser, die in einer Flamme erwärmt werden sollen (zum Beispiel über dem Bunsenbrenner), sind meist dünnwandig, um Bruch durch thermische Spannungen zu vermeiden. Es gibt jedoch auch dickerwandige aus feuerfestem Glas.
Der Preis eines einfachen Reagenzglases in Standardgröße (16 cm) beträgt ungefähr 10 Cent oder aufwärts, wobei das verwendete Material und die Variation eine entscheidende Rolle spielen. Zum Beispiel kostet eines aus Braunglas mit Normschliff und Olive zwischen 3 und weit über 10 €.

## Handhabung und Umgang
Zur Handhabung wird das Reagenzglas oft mit einem Reagenzglashalter festgehalten. Die übliche Bauform ähnelt in seiner Form einer längeren Wäscheklammer aus Holz mit einer Metallfeder; andere Reagenzglasghalter sind aus Draht gebogen, bestehen aus zwei in einem hölzernen Griff eingefassten flachen Federstahlzungen oder einer Metallklammer mit einem Holzgriff.
Geübte Chemiker klemmen ein Reagenzglas mit dem Mittelfinger am Handballen fest, öffnen mit Daumen und Zeigefinger den Drehverschluss oder Schliffstopfen einer Reagenzienflasche, halten ihn damit fest (ein Ablegen könnte ihn verunreinigen) und füllen die Flüssigkeit in das Reagenzglas ein. Mit dieser Methode können auch pulverförmige nichtklumpende Reagenzien eingefüllt werden, wobei dann durch Antippen mit dem Zeigefinger der Hand, die die Flasche hält, die Menge dosiert werden kann.
Beim Erhitzen von Reagenzgläsern wird das Erhitzen regelmäßig unterbrochen und durch kurzes Antippen des Reagenzglases im mittleren Abschnitt nacheinander mit Ringfinger, Mittelfinger und Zeigefinger der Inhalt durchgeschüttelt, ohne dass es zum Überschwappen der Flüssigkeit oder Verbrennen am heißen Glas kommt. Die Öffnung des Reagenzglases wird dabei nicht zum Gesicht gerichtet, um Verbrühungen oder Verätzungen infolge eines Siedeverzugs zu verhindern.
Oft werden Reagenzgläser auch in einen Reagenzglaskasten (auch bekannt als Reagenzglasständer oder Reagenzglasgestell) gestellt.